# Nataliwka (obwód żytomierski)
Nataliwka (ukr. Наталівка) – wieś na Ukrainie, w obwodzie żytomierskim, w rejonie zwiahelskim, w hromadzie Zwiahel. W 2001 liczyła 1344 mieszkańców, spośród których 1302 wskazało jako ojczysty język ukraiński, 38 rosyjski, 1 mołdawski, 1 rumuński, 1 białoruski, 1 polski, a 1 niemiecki.